# Сёмин, Сергей Михайлович
Сергей Михайлович Сёмин (род. 2 сентября 1977, Москва) — российский хоккеист, защитник. Мастер спорта России.

## Биография
Воспитанник московского «Динамо». В сезоне 1993/94 дебютировал в первенстве России, проведя один матч за «Динамо-2» в Открытом чемпионате России. После двух сезонов, проведённых в команде, был отдан в аренду в ХК ЦСКА. 3 ноября 1996 года сыграл единственный матч за «Динамо» в РХЛ. В дальнейшем выступал за российские команды «Динамо-Энергия» Екатеринбург (1997/98), «Кристалл» Электросталь (1997/98), ЦСКА (1998/99 — 2001/02), «Витязь» Подольск / Чехов (2001/02, 2006/07), СКА СПб (2002/03 — 2004/05), «Торпедо» НН (2004/05), «Молот-Прикамье» Пермь (2005/06), «Химик» Воскресенск (2007/08), «Газпром-ОГУ» Оренбург и «Капитан» Ступино (2008/09).
Чемпион Украины 2008 в составе киевского «Сокола».
Детский тренер («Серебряные акулы», 2012/13 — 2021/22; «Пингвины», с 2022/23).